# Lukáts Kató
Lukáts Kató (névvariáns: Kaeszné Lukács Kató) (Jászkarajenő, 1900. április 15. – Budapest, 1990. január 12.) magyar grafikusművész, illusztrátor, érdemes művész.

## Életútja
Jászkarajenőn született, 1900. április 15-én. Grafikusként diplomázott 1925-ben a Magyar Iparművészeti Főiskolán. Mesterei Helbing Ferenc és Haranghy Jenő voltak. Még abban az évben férjhez ment Kaesz Gyula építész-, belsőépítészhez. 1926-tól önállóan dolgozott az alkalmazott grafikai különböző területein: reklámgrafikai munkákat, plakátokat, üzleti kártyákat, levélpapírokat, folyóirat címlapokat tervezett. 1930-tól árucsomagolás tervezéssel foglalkozott. (Altmann & Kühne, a Palmers, a Zwieback és a Del-Ka, a Boots & Co., a Koestlin és a Stühmer). Rendszeresen dolgozott a gyomai Kner Nyomda számára (takarékbetétkönyvek, oklevelek, szignettek stb.), a békéscsabai Tevan Nyomda, valamint a budapesti Hungária Könyvkiadó és Nyomda számára. 
Munkáit a népművészeti hagyományok tanulmányozásán túl erős dekoratív hajlam, stilizáló kedv, ornamentikateremtő készség jellemezte. Előadásmódja olykor puritán egyszerűséget, a tipográfia törvényeit tisztelő fegyelmet tükröz. Mindezek a képességek magas mesterségbeli tudással párosulva avatják őt a magyar art déco kiemelkedő jelentőségű alakjává. Az iparművészet más műfajával is kísérletezett. Iparművészként textilterveket rajzolt, tervezett intarziát, kisbútorokat, fatárgyakat. 
Építész, belsőépítész férjével Kaesz Gyulával és jó barátjukkal, Kozma Lajossal együttműködve olykor munkáikba is bekapcsolódott (bútorfestés, kiegészítő darabok tervezése, papírtapéta és applikált falkárpit tervezése stb.) 1945 után tevékenysége kizárólag a tipográfia és a könyvtervezés, könyvillusztrálás területére korlátozódott, a Móra Ferenc Ifjúsági Könyvkiadó állandó munkatársa volt. A gyermekkönyvek, tankönyvek illusztrálása mellett készített diafilmeket, és rajzai megjelentek gyermeklapokban is. 
1990. január 12-én hunyt el. Hagyatékát a budapesti Iparművészeti Múzeum őrzi.

## Munkái

### Grafikai munkáiból

#### Alkalmazott grafikusként
- Csomagolás tervek a bécsi Altmann & Kühne csokoládéüzlet, a Stühmer stb. számára
- Kossuth-díj oklevelének terve, (1948)
- Kottacímlapok
- Körlevél divatáru cégek számára
- Grafikus intarzia és festett bútortervek
- plakátok

### Könyvek

#### Fontosabb könyvillusztrációi
- Ablak-Zsiráf (1971)
- Anyukám képeskönyve - Rajzolta Lukács Kató
- Benedek Elek: Világszép Nádszál kisasszony
- Csoóri Sándor: Bárányhívogató
- Fazekas Anna: Fényes telehold van
- Fazekas Anna: Hercsula
- Forrai Katalin: Eszterlánc
- Forrai Katalin: Katalinka
- Gazdag Erzsi: Mesebolt
- Gazdag Erzsi: Száll a sárkány
- Jankovich Ferenc: Szalmapapucs
- Kis ködmön
- Kriza János: Az álomlátó fiú - Székely népmesék
- Móra Ferenc: Zengő ABC
- Móricz Zsigmond: Iciri-piciri
- Nadányi Zoltán: Az első pogácsa
- Nagyerejű János – Székely népmesék
- Nemes Nagy Ágnes: Az aranyecset
- Nóber Imre: Kirándulás növényországba
- Ortutay Gyula: Tündér Ilona
- Palotai Boris: Örök harag
- T. Aszódi Éva: Ali és a majmok
- Tafner Vidor: Bórembukk
- Tóth Eszter: Tapsi ajándéka
- Varga Katalin: Gőgös Gúnár Gedeon
- Válogatás Kaeszné Lukács Katónak a Móra Kiadó, a Helikon Kiadó és a Zeneműkiadó gondozásában megjelent műveiből (1983)

### Publikációiból
- Dörmögő Dömötör

### Diafilmek
- Gyöngyvirág Palkó (1955)(1961)
- Kecskegidák meg a farkas (1963)

## Kiállítások

### Válogatott, csoportos
- Milánói Iparművészeti Triennálé (1933;  1936)
- Plakát és grafikai kiállítás (1948)
- Grafikai kiállítás, Ernst Múzeum, Budapest (1953)
- IBA, Lipcse (Nemzetközi Könyvkiállítás) (1959)

### Egyéni kiállítás
- Iparművészeti Múzeum, Budapest (1979. november 7.-1980. május 31.)

## Díjai, kitüntetései
- Bronz érem (IBA - Nemzetközi Könyvkiállítás, Lipcse) (1959)
- érdemes művész (1980)